# Johan Castberg
Johan Castberg (21 de setembro de 1862 – 24 de dezembro de 1926) foi um jurista e político norueguês mais conhecido por representar o Partido Radical do Povo. Ele era um ministro do governo de 1908 a 1910 e de 1913 a 1914, e também serviu sete mandatos do Parlamento norueguês. Cunhado de Katti Anker Møller, os dois foram responsáveis pela introdução das altamente progressivas "leis Castberg", que garantia direitos à crianças nascidas fora de casamento. Ao todo, ele foi um dos mais influentes políticos noruegueses no início do século XX.
Em 2013, um dos campos petrolíferos no Mar de Barents foi denominado Johan Castberg em sua homenagem.

## Vida pessoal
Johan Castberg nasceu em Brevik, filho do político e oficial de alfândega Johan Christian Tandberg Castberg (1827-1899) e de sua esposa Hanna Madalena Frisak Ebbesen (1839-1881). Ele tinha vários irmãos e irmãs, incluindo a notável violinista Torgrim e o político Leif.
Seu avô paterno Peter Hersleb Harboe Castberg era padre e político. Além disso, Johan era um primo de primeiro grau do escultor Oscar Ambrosius Castberg. Pelo lado materno, ele era neto de Jørgen Tandberg Ebbesen e sobrinho de Just Bing Ebbesen, ambos igualmente envolvidos na política.
Johan Castberg casou-se com Karen Cathrine Anker, irmã de Katti Anker Møller, em 1892. Seu filho Frede tornou-se professor. Através de Torgrim Castberg, Johan Castberg foi tio do illustrator Johan Christian Castberg.

## Carreira

### O início de carreira e a política local
Castberg cursou seu ensino secundário em Skien, em 1880, e matriculou-se no curso de direito. Ele se formou como cand.jur. em 1884. Desde 1882 que ele havia escrito para o jornal Oplandenes Avis em Hamar, no qual ele já havia sido editor nos verões de 1882 e 1885. Em 1885, ele foi contratado como funcionário do Ministério das Finanças. Ele deixou o jornal e o Ministério das Finanças em 1887, para prosseguir sua carreira como advogado. Trabalhou um ano em Hamar, antes de se mudar para Gjøvik, para trabalhar como advogado. Ele foi defensor público no Tribunal de Recurso de Eidsivating de 1890 a 1892, e como procurador de 1892 a 1900.
Enquanto vivia em Gjøvik, ele se envolveu na política. Ele foi membro do comitê executivo do conselho municipal de Gjøvik de 1896 a 1897. Ele também presidiu a seção local do Partido Liberal. Além disso, ele ocupou outros cargos, como presidente do conselho escolar local de 1895 a 1900, e como presidente do conselho da empresa de eletricidade local de 1896 a 1900.

### Sociedades Trabalhistas
Em paralelo com a crescente industrialização da Noruega, os direitos trabalhistas tornaram-se uma questão mais central da política. A organização dos trabalhadores vinham crescendo desde a década de 1880, e seus representantes exigiam uma ampliação de políticas sociais, em oposição às atenções individuais filantrópicas que recebiam os empregados. Os chamados trabalhadores de sociedades (em norueguês:  arbeidersamfunn), que não eram sindicatos no sentido tradicional, já existiam desde meados do século XIX. No entanto, em 1885, uma organização nacional foi fundada, com o nome De forenede norske Arbeidersamfund, DFNA. A organização se alinhou ao Partido Liberal, um dos dois partidos políticos existentes à época.
Johan Castberg deixou a sua marca no DFNA na convenção nacional de 1888. Apenas um ano após a fundação do Partido Socialista Trabalhista norueguês, Castberg, um não-socialista, vigorosamente defendeu que o Partido Liberal seria a solução para o movimento operário. Por outro lado, o DFNA tornou-se a mais que um grupo de pressão para o Partido Liberal. Depois de ter incluído a jornada de trabalho de oito horas e o sufrágio universal em sua plataforma, decidiu-se que o DFNA iria competir diretamente com o Partido Liberal. Isto levou à imediata criação de um grupo regional nos condados de Hedemarkens Amt e Kristians Amt, chamado Oplandenes fælles Arbeiderforening. Esta organização em particular tinha vinte e cinco seções locais. No entanto, como as seções locais do DFNA o deixavam para ingressar no Partido Trabalhista, o apoio desta organização diminuiu em alguns distritos, principalmente nas cidades. O DFNA ficou com os condados rurais Hedemarkens Amt e Kristians Amt como a sua base de poder.
Em 1900 Castberg foi eleito para o Parlamento norueguês pela primeira vez, representando o grupo constituinte de Kristians Amt. Ele foi, de fato, eleito para Oplandenes fælles Arbeiderforening (chamado Arbeiderdemokratene em algumas fontes, embora este nome foi formalmente adotado em 1911), mas esta organização não era um partido político independente pois tinha laços com o Partido Liberal. Com sua base de poder nas sociedades trabalhistas, Castberg estava entre o mais radicais de todos os membros do Partido Liberal. Em 1901, fundou uma bancada parlamentar chamada Demokratisk reformgruppe.

### Atividade em 1905
Ele foi re-eleito para o mandato de 1904-1906. Durante este tempo, a união entre a Suécia e a Noruega foi uma questão fundamental. As eleições de 1903 haviam levado um novo partido à emergência, O Partido da União. A sua plataforma era baseada em promessas de negociações com a Suécia a respeito dos direitos de representação consular noruegueses norueguês de direitos para consulados, e eles elegeram Francis Hagerup como Primeiro Ministro. Castberg, por outro lado, tinha marcado a si mesmo como um adversário declarado da União. No anos antecendentes à 1905, os sindicalistas estavam gradualmente mais desiludidos com a Suécia. O segundo gabinete Hagerup retirou-se em Março de 1905 para abrir caminho para o gabinete Michelsen. O primeiro-Ministro Christian Michelsen tinha sido um dos fundadores do Partido da União. No entanto, na formação de seu gabinete em 1905, ele convidou Johan Castberg para que se juntasse a ele. Castberg recusou a oferta, e escolheu continuar a trabalhar com o Parlamento.
Em junho, o gabinete Michelsen unilateralmente dissolveu a união com a Suécia. No verão de 1905, houve uma reação da Suécia, coagindo a Noruega a se submeter a negociações em Karlstad. Castberg opôs o subsequente Tratado Karlstad. Em seus diários, ele escreveu que os adversários do Tratado Karlstad foram submetidos à censura. Panfletos foram confiscados, e conversas telefônicas sobre as negociações foram, por vezes, interrompidas. Enquanto um plebiscito que tornaria o Príncipe Carl da Dinamarca Rei da Noruega foi realizada em novembro de 1905, Castberg defendeu um Republicano. No plebiscito, o Príncipe Carl foi aceito com uma maioria de 78.9%.

### Novo partido
Em 1906, Castberg foi um dos fundadores do De forenede norske Arbeidersamfund como um partido político independente. Ele é muitas vezes referido como o Partido Trabalhista Democrata, Arbeiderdemokratene, nome que seria aprovado formalmente, em 1911. Após as eleições gerais daquele ano , foi eleito a um terceiro mandato. Agora, ele representava o grupo constituinte de Nordre Gudbrandsdalen, já que o sistema eleitoral havia sido modificado de constituintes plurais à constituintes de membro único. Além de Nordre Gudbrandsdalen, o partido ganhou três constituintes: Søndre Gudbrandsdalen com Sigurd Andersen Fedje como seu representante, Søndre Østerdalen com Olav Andreas Eftestøl e Søndre Hedemarken com Thore Embretsen Myrvang.

### Ministro do governo
Em 19 de Março de 1908, houve uma mudança no governo, com o o primeiro gabinete Knudsen assumindo o governo. Castberg foi nomeado Ministro da Justiça e a Polícia. Ele perdeu este cargo quando o primeiro gabinete Knudsen caiu no dia primeiro de fevereiro de 1910. Durante este período o seu assento no Parlamento foi tomado por Nils Gregoriussen Skilbred. Ele voltou a ser re-eleito para o mandato 1913-1915, desta vez pela constituinte eleitoral de Søndre Gudbrandsdalen. No entanto, em janeiro de 1913, ele foi nomeado a um cargo no gabinete, desta vez como Ministro do Comércio, do Transporte e da Indústria. Em junho do mesmo ano o Ministério foi reorganizado, deixando Castberg como chefe de um novo Ministério de Assuntos Sociais, do Comércio, da Indústria e das Pescas. Em sua posição, conhecida como Ministro de Assuntos Sociais, Castberg tornou-se o primeiro ministro do governo da Noruega a ser responsável por políticas sociais. Ele deixou o gabinete no dia 20 de abril de 1914, devido a divergências com o Primeiro-Ministro Gunnar Knudsen.

### Carreira posterior
Castberg foi re-eleito em 1916, 1918 e 1925, e serviu como Presidente da Odelsting de 1914 a 1921. Ele continuou como presidente de seu partido, renomeando-o Partido Radical do Povo, de 1921 a 1924. Ele também estava envolvido na diplomacia internacional como membro da delegação norueguesa que, em 1919, discutiu a criação da Liga das Nações. Também foi presidente da delegação para uma conferência internacional dos trabalhadores em 1919 em Washington, DC. e como membro da delegação que, em 1920 e 1921 se encontrou com países exportadores de vinho afetados pelo referendo de proibição norueguesa de 1919.
Paralelamente à sua carreira política, Castberg exercia a sua carreira como jurista. Ele foi nomeado promotor do ministério público em 1901, e conseguiu o emprego permanentemente em 1902. Em 1906 foi nomeado juiz trabalhista distrital (sorenskriver) no distrito de Toten, Vardal e Biri. Ele realizou este trabalho até 1924, exceto nos períodos entre 1908-1910 e 1913-1914, quando foi ministro do governo. Em dezembro de 1924 foi nomeado ao Supremo Tribunal de Justiça.
Johan Castberg morreu em dezembro de 1926, em Oslo, antes do final de seu sétimo mandato parlamentar. Ele foi substituído por Olav Mikkelsen Moe. O Partido Radical do Povo mais ou menos se desfez depois de sua morte, marginalizados pelo crescimento do Partido Trabalhista.
Seus diários foram publicados postumamente, em 1953, em dois volumes, como Dagbøker 1900-1917. é considerado uma importante fonte da história política norueguesa.